# Tommy Ivarsson (Jontefonden)
Tommy Ivarsson, född den 13 november 1967, är en svensk entreprenör och företagare som driver stiftelsen Jontefonden. Han är känd för att ha blivit trefaldigt önskad av lyssnarna till Sommar & Vinter i P1: Först som Lyssnarnas Sommarvärd 2017, och sedan som Vintervärd 2017 och 2018.

## Biografi
Ivarsson är egenföretagare och bor utanför Kungälv. Han har fått två söner tillsammans med sin fru, men den ena sonen Jonathan, ofta kallad Jonte, dog 2015 i sjukdomen lungfibros efter tre års väntan på nya lungor. Genom sin berättelse om sonens liv och död utsågs Ivarsson till lyssnarnas sommarvärd 2017. Berättelsen berörde många djupt, och till exempel Expressens Malin Collin skrev "Som lyssnare kastas man ner på botten tillsammans med familjen ... man famlar själv efter luft". Han utsågs därefter till Vintervärd både 2017 och 2018.
Ivarsson startade redan 2013 Jontefonden med målet att skapa guldkant i vardagen för barn och ungdomar som väntar på eller har genomgått en organtransplantation. Fonden har uppmärksammats bland annat genom arrangemanget Jontefondsgalan och erhöll stöd från Postkodlotteriet 2020. 

### Jontefondsgalan
Jontefonden har uppmärksammats för Jontefondsgalan som hållits vid följande tillfällen:
- November 2017 - första insamlingsgalan i Eriksbergshallen, Göteborg, insamlingsresultat 1,6 miljoner kronor.[6][7] Bland artisterna fanns Magnus Carlsson, Jessica Andersson, Åsa Fång, Gunn Lundemo, The Hebbe Sisters och många andra.
- November 2018 - insamlingsgala på Clarion Hotel Post i Göteborg, insamlingsresultat 1,8 miljoner kronor.[7] Bland artister och gäster fanns Renée Nyberg, David Hellenius, Jessica Andersson, Kampferdrops, Fredrik Kempe, Christine Meltzer, Kattis Ahlström, Jasmine Kara, prinsessan Birgitta och många andra.
- November 2019 - insamlingsgala på Quality Hotel 11 och Eriksbergshallen i Göteborg, insamlingsresultat 2,7 miljoner kronor.[8] Bland artister och gäster fanns Jessica Andersson, Uno Svenningsson, Nanne Grönvall, Mojje, Jennifer Brown och många andra.
- November 2020 - pandemianpassad digital insamlingsgala på nätet.[9]